# Packaŭ
Packaŭ (in bielorusso Пацкаў?; in russo Пацков?, Packov) è un villaggio scomparso della Bielorussia situato nella regione di Homel', nel distretto di Brahin. Si trovava vicino a Brahin sulla riva del fiume Braginca.
Il 17 novembre 2005 il Comitato della Regione di Homel' eliminò Packaŭ dall'elenco dei centri abitati.